# Viscosia linstowi
Viscosia linstowi is een rondwormensoort uit de familie van de Oncholaimidae. De wetenschappelijke naam van de soort is voor het eerst geldig gepubliceerd in 1904 door De Man.